# 若林竹雄
若林竹雄（1907年8月29日—1937年8月7日），日本足球運動員，日本國家足球隊成員。

## 球員生涯
舊制兵庫縣立第一神戶中學校（現為兵庫縣立神戶高等學校）時期，加入了足球部並參加了日本足球優勝大會。1924年自神戶一中畢業後，進入舊制松山高校就讀。在校期間，於1927年10月舉行的第4屆明治神宮競技大會暨日式足球全國優勝競技會（即第7屆天皇杯全日本足球選手權大會）中，與神戶一中前輩高山忠雄等人一同以神戶一中俱樂部成員身份參賽，並為球隊奪冠做出了貢獻。
進入東京帝國大學經濟學部後，加入了足球部。與上述的高山等人共同創建了以短傳為主的足球風格，支撐了球隊的黃金時期。此外，他還在東京帝國大學擔任隊長。
在校期間的1930年5月，他入選了參加第9屆远东运动会的日本國家足球隊，並出場了兩場比賽。在代表隊的首秀——5月25日對陣菲律賓代表隊的比賽中，他攻入4球，成為日本代表隊史上首位在國際A級比賽中完成帽子戲法的球員，該場比賽最終以7-2取勝。5月29日對陣中華民國代表隊的比賽則以3-3收場，但他為日本隊首次獲得國際冠軍（與中華民國共同奪冠）做出了貢獻。
在參加第9屆遠東運動會之前，他曾接受胸部手術。自比賽結束後便開始與疾病抗爭，最終於1937年8月7日在兵庫縣武庫郡御影町的老家去世。據傳死因為肺病。

## 成績
| 日本國家足球隊 | 日本國家足球隊 | 日本國家足球隊 |
| 年             | 出場           | 入球           |
| -------------- | -------------- | -------------- |
| 1930           | 2              | 4              |
| 總和           | 2              | 4              |

## 外部連結
- 若林竹雄在 National-Football-Teams.com 上的出场纪录 （英文）
- Japan National Football Team Database